# Djebel Messaad
Djebel Messaad è un comune dell'Algeria, situato nella provincia di M'Sila.